# 마이클 카바할
마이클 카바할(영어: Michael Carbajal, 1967년 9월 17일~)은 미국의 전직 권투 선수이다. 미국 국가대표 선수로 활동하여 1988년 하계 올림픽 남자 라이트플라이급 종목에서 은메달을 획득했고 1989년에 프로로 전향하여 1990년 국제 복싱 연맹(IBF) 라이트플라이급 세계 챔피언에 올랐다. 이후 1992년 세계 복싱 평의회(WBC) 라이트플라이급 세계 챔피언, 1994년 세계 복싱 기구(WBO) 라이트플라이급 세계 챔피언에 올랐고 1996년 IBF 라이트플라이급 세계 챔피언 자리를 되찾았다. 이후 1999년 WBO 라이트플라이급 세계 챔피언 자리를 되찾은 후 현역에서 은퇴했다.